# 대전지족중학교
대전지족중학교(大田智足中學校)는 대한민국 대전광역시 유성구 지족동에 있는 공립 중학교이다.

## 학교 연혁
- 2000년 12월 8일 : 대전지족중학교 설립인가(학년 당 10학급, 특수 1학급 총 31학급)
- 2001년 3월 1일 : 개교, 초대 유영길 교장 취임
- 2001년 3월 6일 : 제1회 입학식(152명)
- 2013년 : 대전광역시교육청 스마트 디지털 연구학교 운영 (~2014.)
- 2020년 3월 1일 : 대전광역시교육청 노벨과학 연구학교 운영 (~2021.02.28.)
- 2021년 1월 1일 : 학교공간혁신 사업 ‘예드림홀’ 및 공간 ‘숨’ 구축 (~2021.11.30.)
- 2024년 1월 8일 : 제23회 졸업장 수여식(231명)(졸업생 총 수 6,655명)
- 2024년 3월 4일 : 제24회 입학식(224명)
- 2024년 9월 1일 : 제10대 양숙 교장 부임

## 참고 자료
- 대전지족중학교 - 한국교육학술정보원 학교알리미